# A Garfield és barátai epizódjainak listája
Ez a lap a Garfield és barátai című sorozat epizódjait mutatja be. Ahol a címek dőltek, ott nem a hivatalos cím van megadva, mert az RTL Klub más epizódot adott le helyette.

## Évados áttekintés
| Évad | Évad | Epizód | Évadpremier          | Évadfinálé         |
| ---- | ---- | ------ | -------------------- | ------------------ |
|      | 1    | 13     | 1988. szeptember 17. | 1988. december 10. |
|      | 2    | 26     | 1989. szeptember 16. | 1989. december 16. |
|      | 3    | 18     | 1990. szeptember 15. | 1990. november 24. |
|      | 4    | 16     | 1991. szeptember 14. | 1991. november 9.  |
|      | 5    | 16     | 1992. szeptember 19. | 1992. november 7.  |
|      | 6    | 16     | 1993. szeptember 18. | 1993. november 6.  |
|      | 7    | 16     | 1994. szeptember 17. | 1994. december 10. |

## Évadok

### Első évad
| Sor. | Év. | Eredeti cím                                                       | Magyar cím | Eredeti bemutató     | Magyar bemutató                                        | Kód |
| ---- | --- | ----------------------------------------------------------------- | --- | -------------------- | ------------------------------------------------------ | --- |
| 1.   | 1.  | Peace and QuietWanted: WadeGarfield Goes Hawaiian                 | Csend és nyugalom (MTV1) Bohócból is megárt a sok (RTL Klub)Hápit körözik (MTV1) Tocsi bűnözik (RTL Klub)Garfield Hawaii-ra megy (MTV1) Hawaii macskanátha (RTL Klub)               | 1988. szeptember 17. | 1995. március 10. (MTV1) 2007. december 25. (RTL Klub) | 104 |
| 2.   | 2.  | Box O' FunUnidentified Flying OrsonSchool Daze                    | A varázsdoboz (MTV1) Egy doboznyi móka (RTL Klub)Azonosítatlan repülő Gömbi (MTV1) Az azonosítatlan repülő malac (RTL Klub)Iskolai rémálom (MTV1) A nevelőiskola (RTL Klub)         | 1988. szeptember 24. | 1995. március 17. (MTV1) 2007. december 26. (RTL Klub) | 105 |
| 3.   | 3.  | Nighty NightmareBanana NoseOde to Odie                            | Lidércnyomás (MTV1) Az óriás macska (RTL Klub)Banáncsőr (MTV1) Banánorr (RTL Klub)Óda Odie-hoz (MTV1) Óda Ubulhoz (előadja: Garfield) (RTL Klub)                                    | 1988. október 1.     | 1995. február 3. (MTV1) 2007. december 23. (RTL Klub)  | 102 |
| 4.   | 4.  | Fraidy CatShell Shocked SheldonNothing to Sneeze At               | A rémült macska (MTV1) A gyáva macska (RTL Klub)Toncsi tojáshéja (MTV1) Tojgli bepánikol (RTL Klub)Nem érdemes tüsszögni (MTV1) Macskaallergia (RTL Klub)                           | 1988. október 8.     | 1995. március 3. (MTV1) 2007. december 24. (RTL Klub)  | 103 |
| 5.   | 5.  | Garfield's Moving ExperienceWade: You're AfraidGood Mouse-keeping | Garfield tapasztalatokat gyűjt (MTV1) Garfield, a tekergő (RTL Klub)Hápi, kár citerázni (MTV1) Tocsi, te rettegsz (RTL Klub)Garfield, az egerek öröme (MTV1) Egérinvázió (RTL Klub) | 1988. október 15.    | 1995. január 14. (MTV1) 2007. december 22. (RTL Klub)  | 101 |
| 6.   | 6.  | Identity CrisisThe Bad SportUp a Tree                             | A bugyuta sintér (MTV1) A buta sintér (RTL Klub)Röf-labda (MTV1) Furcsa sport (RTL Klub)Másszunk fára (MTV1) Fent a fán (RTL Klub)                                                  | 1988. október 22.    | 1995. március 24. (MTV1) 2007. december 27. (RTL Klub) | 106 |
| 7.   | 7.  | Weighty ProblemThe Worm TurnsGood Cat, Bad Cat                    | Nyomasztó gondok (MTV1) Súlykontroll (RTL Klub)Gilisztacsapda (MTV1) Kukacoskodás (RTL Klub)Jó cica, rossz cica                                                                     | 1988. október 29.    | 1995. március 31. (MTV1) 2007. december 28. (RTL Klub) | 107 |
| 8.   | 8.  | Cabin FeverReturn of Power PigFair Exchange                       | Téli kirándulás (MTV1) A hó foglyai (RTL Klub)Menő Malac meséje (MTV1) Pandúr Röfi visszatér (RTL Klub)Álomcsere (MTV1) Szerepcsere (Garfield és Jon) (RTL Klub)                    | 1988. november 5.    | 1995. április 7. (MTV1) 2007. december 29. (RTL Klub)  | 108 |
| 9.   | 9.  | The Binky ShowKeeping CoolDon't Move                              | Binky műsora (MTV1) A bohóc show (RTL Klub)Ne izgulj (MTV1) Hidegvér (RTL Klub)Ne mozdulj!                                                                                          | 1988. november 12.   | 1995. április 14. (MTV1) 2007. december 30. (RTL Klub) | 109 |
| 10.  | 10. | Magic MuttShort StoryMonday Misery                                | Varázsbolt (MTV1) A varázsló kutyája (RTL Klub)Csak röviden (MTV1) Rövid történet (RTL Klub)Hervasztó hétfő (MTV1) Hétfői kínok (RTL Klub)                                          | 1988. november 19.   | 1995. április 21. (MTV1) 2007. december 31. (RTL Klub) | 110 |
| 11.  | 11. | Best of BreedNational Tapioca Pudding DayAll About Odie           | A macskák szépe (MTV1) A szépségverseny (RTL Klub)Nemzeti tápiókapuding-nap (MTV1) Országos tápiókapuding-nap (RTL Klub)Előadás Odie-ról (MTV1) Amit Ubulról tudni kell (RTL Klub)  | 1988. november 26.   | 1995. április 28. (MTV1) 2008. január 1. (RTL Klub)    | 111 |
| 12.  | 12. | Caped AvengerShy Fly GuyGreen Thumbs Down                         | A bosszúálló (MTV1) Az igazságosztó (RTL Klub)Repülni remegve (MTV1) A repülő kacsa (RTL Klub)Aranykezű kertészek (MTV1) Kertészmacska (RTL Klub)                                   | 1988. december 3.    | 1995. május 5. (MTV1) 2008. január 5. (RTL Klub)       | 112 |
| 13.  | 13. | Forget Me NotI Like Having You Around!Sales Resistance            | Ki mit felejt? (MTV1) Ne felejts! (RTL Klub)Maradj velem (MTV1) Nélküled nem megy (RTL Klub)Az eladók gyöngye (MTV1) Vásárlási mánia (RTL Klub)                                     | 1988. december 10.   | 1995. május 12. (MTV1) 2008. január 6. (RTL Klub)      | 113 |

### Második évad
| Sor. | Év. | Eredeti cím                                                 | Magyar cím                                                   | Eredeti bemutató     | Magyar bemutató   | Kód  |
| ---- | --- | ----------------------------------------------------------- | ------------------------------------------------------------ | -------------------- | ----------------- | ---- |
| 14.  | 1.  | Pest of a GuestThe Impractical JokerFat and Furry           | Az ingyenélőAz új tréfamesterA gazdag macska                 | 1989. szeptember 16. | 2008. január 12.  | 201  |
| 15.  | 2.  | Rip Van KittyGrabbityThe Big Catnap                         | Aludni jóA gratulációÉves sütiparádé                         | 1989. szeptember 16. | 2008. január 13.  | 202  |
| 16.  | 3.  | The Great GetawayScrambled EggsHansel and Garfield          | A nagy szökésTojáscsereJancsi és Garfield                    | 1989. szeptember 23. | 2008. január 19.  | 203  |
| 17.  | 4.  | The Sludge MonsterFortune KookyHeatwave Holiday             | Az iszapszörnyA szerencsesütiForró karácsony                 | 1989. szeptember 23. | 2008. január 20.  | 204  |
| 18.  | 5.  | One Good Fern Deserves AnotherGoody-Go-RoundThe Black Book  | A falánk páfrányValamit valamiértA kis, fekete notesz        | 1989. szeptember 30. | 2008. január 26.  | 205  |
| 19.  | 6.  | The Legend of the Lake Double Oh Orson Health Feud          | A tó legendájaA dupla-nullás malacAz izombika                | 1989. szeptember 30. | 2008. január 27.  | 206  |
| 20.  | 7.  | Binky Gets Cancelled!Show StoppersCutie and the Beast       | Elég a bohóckodásból!Az ünneprontókA cuki és a szörnyeteg    | 1989. október 7.     | 2008. február 2.  | 207  |
| 21.  | 8.  | The Lasagna ZoneSleepytime PigYojumbo                       | A TV rabjaAz álmos malacAz ügyetlen harcművész               | 1989. október 7.     | 2008. február 3.  | 208  |
| 22.  | 9.  | Pros and ConsRooster RevengeLights! Camera! Garfield!       | Érvek és ellenérvekAki másnak vermet ásA dublőr macska       | 1989. október 14.    | 2008. február 9.  | 209  |
| 23.  | 10. | Polecat FlatsHogculesBrain Boy                              | Irány a vadnyugatAz isteni OrsonA gonosz kis zseni           | 1989. október 14.    | 2008. február 10. | 210  |
| 24.  | 11. | Maine CourseNo Laughing Matter Attack of the Mutant Guppies | Homármentő-akcióEz nem viccesA mutáns guppik                 | 1989. október 21.    | 2008. február 16. | 211  |
| 25.  | 12. | RobodieFirst Aid WadeVideo Victim                           | A robotkutyákGyors elsősegélyTV-mentes nap                   | 1989. október 21.    | 2008. február 17. | 212  |
| 26.  | 13. | The Curse of the KlopmanMud Sweet MudRainy Day Dreams       | A gyémánt átkaDagonya, édes dagonyaÁlmodozás az esőben       | 1989. október 28.    | 2008. február 23. | 213  |
| 27.  | 14. | Basket BrawlOrigin of Power PigCactus Jake Rides Again      | KajacsataPandúr Röfi történeteKaktusz Jake nyeregbe száll    | 1989. október 28.    | 2008. február 24. | 214  |
| 28.  | 15. | Binky Goes Bad!Barn of FearMini-Mall Matters                | Az álbohócAz elhagyott csűrA minipláza-cica                  | 1989. november 4.    | 2008. március 1.  | 215  |
| 29.  | 16. | Attention-Getting GarfieldSwine TrekIt Must be True!        | Szereplési vágyŰrröfiA nagy igazság                          | 1989. november 11.   | 2008. március 2.  | 216  |
| 30.  | 17. | Arrivaderci, Odie!Gort Goes GoodFeeling Feline              | Kutyamentes övezetGort, a jófiúMacskabaj                     | 1989. november 18.   | 2008. március 8.  | 217. |
| 31.  | 18. | The Bear FactsNothing to be Afraid ofThe Big Talker         | A táncoló medveNincs mitől tartani!A macska visszavág        | 1989. november 18.   | 2008. március 9.  | 218  |
| 32.  | 19. | Cactus Makes PerfectHogcules IICrime and Nourishment        | A cowboy macskájaRöfiles visszatérBűn és étkezés             | 1989. november 25.   | 2008. március 15. | 219  |
| 33.  | 20. | T.V. of TomorrowLittle Red Riding EggWell-Fed Feline        | A holnap tévéjePiros tojás és a FarkasAz éhező cica          | 1989. november 25.   | 2008. március 16. | 220  |
| 34.  | 21. | Invasion of the Big RobotsShelf EsteemHousebreak Hotel      | RobotrohamRend a lelke mindennekA Kiskedvenc Hotel           | 1989. december 2.    | 2008. március 29. | 221  |
| 35.  | 22. | First Class FelineHamelotHow to be Funny!                   | Aki másnak vermet ásHamelot lovagjaiHogyan legyünk viccesek? | 1989. december 2.    | 2008. március 30. | 222  |
| 36.  | 23. | Mystic ManorFlop Goes the WeaselThe Legend of Long Jon      | A kísértetházTocsi, a hősHosszú Jon legendája                | 1989. december 9.    | 2008. április 5.  | 223  |
| 37.  | 24. | China CatCock-a-Doodle DandyBeach Blanket Bonzo             | A kínai macskaA nagy ébresztőMacsó a strandon                | 1989. december 9.    | 2008. április 6.  | 224  |
| 38.  | 25. | Lemon-AidHog NoonVideo Airlines                             | A nagy balekOrson seriffA video világa                       | 1989. december 16.   | 2008. április 12. | 225  |
| 39.  | 26. | The Mail AnimalPeanut-Brained RoosterMummy Dearest          | A postások rémeA mogyoró-őrültA fáraó macskája               | 1989. december 16.   | 2008. április 13. | 226  |

### Harmadik évad
| Sor. | Év. | Eredeti cím                                                                     | Magyar cím                                                             | Eredeti bemutató     | Magyar bemutató      | Kód |
| ---- | --- | ------------------------------------------------------------------------------- | ---------------------------------------------------------------------- | -------------------- | -------------------- | --- |
| 40.  | 1.  | Skyway RobberyThe Bunny Rabbits is Coming!Close Encounters of the Garfield Kind | Olcsó útnak híg a leveNyelvlecke kezdőknekGarfield típusú találkozások | 1990. szeptember 15. | 2008. április 19.    | 301 |
| 41.  | 2.  | AstrocatCock-A-Doodle DuelCinderella Cat                                        | Macska az űrbenKakaspárbajHárom kívánság                               | 1990. szeptember 15. | 2008. április 20.    | 302 |
| 42.  | 3.  | Ship ShapeBarn of Fear IIBreak a Leg                                            | A potyautasSzellemek a csűrbenKéz- és lábtörést                        | 1990. szeptember 22. | 2008. április 26.    | 303 |
| 43.  | 4.  | Twice Told TaleOrson Goes On Vacation Wedding Bell Blues                        | Nézőpont kérdéseOrson szabadságra megyAz esküvő réme                   | 1990. szeptember 22. | 2008. április 27.    | 304 |
| 44.  | 5.  | Clean SweepSecrets of the Animated CartoonHow the West was Lost                 | KényszerfürdőA rajzfilm titkaiAz elveszett vadnyugat                   | 1990. szeptember 29. | 2008. május 1.       | 305 |
| 45.  | 6.  | Binky Gets Cancelled Again!Orson's DinerFlat Tired                              | A munkanélküli bohócOrson büféjeA lusta macska                         | 1990. szeptember 29. | 2008. május 2.       | 306 |
| 46.  | 7.  | Return of the Buddy BearsMuch Ado About Lanolin Reigning Cats and Dogs          | Serény mackókSok hűhó BiriértMiért jobb a macska?                      | 1990. október 6.     | 2008. május 3.       | 307 |
| 47.  | 8.  | Fit for a KingBen HogDessert in the Desert                                      | A király macskájaBen HúsDélibáb                                        | 1990. október 6.     | 2008. május 4.       | 308 |
| 48.  | 9.  | Hounds of the ArbucklesRead Alert Urban Arbuckle                                | Ebkeresés felsőfokonRiadóA városi fiú                                  | 1990. október 13.    | 2008. május 10.      | 309 |
| 49.  | 10. | Odielocks and the Three CatsQuack to the FutureBeddy Buy                        | Egyszer volt, hol nem voltAz időgépAz ultra-ágyikó                     | 1990. október 13.    | 2008. május 11.      | 310 |
| 50.  | 11. | Count LasagnaMystery GuestRodent Rampage                                        | Féktelen étvágyA titkos vendégAz egérbuli                              | 1990. október 20.    | 2008. május 17.      | 311 |
| 51.  | 12. | The Feline FelonThe Legal EagleThe Cactus Saga                                  | A körözött macskaAz önkéntes csendőrA Kaktusz-sztori                   | 1990. október 20.    | 2008. május 18.      | 312 |
| 52.  | 13. | D.J. JonCornfingerFive Minute Warning                                           | A lemezlovas gazdiNe kukoricázzA világ leghosszabb öt perce            | 1990. október 27.    | 2008. május 24.      | 313 |
| 53.  | 14. | Wonderful WorldThe Orson AwardsThe Garfield Workout                             | Garfield CsodaországbanAz Orson-díj-átadó ünnepségKondizz Garfielddal  | 1990. október 27.    | 2009. szeptember 6.  | 314 |
| 54.  | 15. | All Things Fat and SmallRobin HogHare Replacement                               | Egy kis kiruccanásRobin HúsNyúltalanul                                 | 1990. november 3.    | 2009. szeptember 13. | 315 |
| 55.  | 16. | Stick to ItOrson in WonderlandFor Cats Only                                     | KutyafuttatásOrson CsodaországbanKizárólag macskáknak                  | 1990. november 10.   | 2009. szeptember 20. | 316 |
| 56.  | 17. | Mistakes will HappenThe Well DwellerThe Wise Man                                | BakiparádéA kékségA bölcs macska                                       | 1990. november 17.   | 2009. szeptember 27. | 317 |
| 57.  | 18. | Star StruckElection DazeDirty Business                                          | Sztár vagyokVálasztási őrületPiszkos ügy                               | 1990. november 24.   | 2009. október 11.    | 318 |

### Negyedik évad
| Sor. | Év. | Eredeti cím                                                            | Magyar cím                                                   | Eredeti bemutató     | Magyar bemutató    | Kód |
| ---- | --- | ---------------------------------------------------------------------- | ------------------------------------------------------------ | -------------------- | ------------------ | --- |
| 58.  | 1.  | Moo Cow MuttBig Bad Buddy Bird Angel Puss                              | Az átverés nagymestereA nagy Buci-morci kakasAz angyalmacska | 1991. szeptember 14. | 2009. október 23.  | 403 |
| 59.  | 2.  | Trial and ErrorAn Egg-Citing Story Supermarket Mania                   | CicabakiTojásba fulladt történetSzupermarket-Mánia           | 1991. szeptember 14. | 2009. október 24.  | 404 |
| 60.  | 3.  | The Legend of Cactus JupiterBirthday Boy RoyJukebox Jon                | Zűr az űrbenA morcos szülinaposA rossz szokás ragadós        | 1991. szeptember 21. | 2009. október 17.  | 401 |
| 61.  | 4.  | Squeak PreviewsDr. Jekyll & Mr. WadeA Tall Tale                        | Óvakodj a macskátólTocsi, a szörnyA kék óriás                | 1991. szeptember 21. | 2009. október 18.  | 402 |
| 62.  | 5.  | Frankenstein FelineWeatherman WadeFill-in Feline                       | A műmacskaTocsi, az időjósGarfield dublőre                   | 1991. szeptember 28. | 2009. október 25.  | 405 |
| 63.  | 6.  | Polar PussycatOver the RainbowRemote Possibilities                     | Sarki macskaTúl a szivárványonTávirányító-király             | 1991. szeptember 28. | 2009. október 31.  | 406 |
| 64.  | 7.  | Night of the Living LaundromatFast FoodCash and Carry                  | A ruhafaló mosógépGyorskajaKészpénz-hadművelet               | 1991. október 5.     | 2009. november 1.  | 407 |
| 65.  | 8.  | Speed Trap Flights of FantasyCastaway Cat                              | GyorshajtásA képzelet csapdájábanA hajótörött macska         | 1991. október 5.     | 2009. november 7.  | 408 |
| 66.  | 9.  | Mind over MatterOrson at the BatThe Multiple Choice Cartoon            | A csirkefogóOrson, a baseballsztárA kívánságműsor            | 1991. október 12.    | 2009. november 8.  | 409 |
| 67.  | 10. | Galactic Gamesman GarfieldSly Spy GuyThe Thing That Stayed... Forever! | A csillagközi harcosKémsertésKolonc a házban                 | 1991. október 12.    | 2009. november 14. | 410 |
| 68.  | 11. | Bouncing Baby BluesThe Ugly DucklingLearning Lessons                   | Még egy bébiA rút kiskacsaTanítani jó                        | 1991. október 19.    | 2009. november 15. | 411 |
| 69.  | 12. | Robodie IIFor Butter or WorseAnnoying Things                           | A robotkutyák visszatérnekVaj-bajBosszantó dolgok            | 1991. október 19.    | 2009. november 21. | 412 |
| 70.  | 13. | Guaranteed TroubleFan ClubbingA Jarring Experience                     | A bajkeverőA rajongói klubA sütni való egér                  | 1991. október 26.    | 2009. november 22. | 413 |
| 71.  | 14. | The Idol of IdBedtime Story BluesMamma Manicotti                       | A rejtélyes szoborHamuröfike meséjeMakaróni Mama             | 1991. november 2.    | 2009. november 28. | 414 |
| 72.  | 15. | The Pizza PatrolThe Son Also RisesRolling Romance                      | PizzafutárokAlma a fájátólNégykerekű szerelem                | 1991. november 9.    | 2009. november 29. | 415 |
| 73.  | 16. | The Automated, Animated AdventureIt's A Wonderful WadeTruckin' Odie    | A számítógép fogságábanA csodálatos TocsiKalandos utazás     | 1991. november 9.    | 2009. december 5.  | 416 |

### Ötödik évad
| Sor. | Év. | Eredeti cím | Magyar cím | Eredeti bemutató     | Magyar bemutató    | Kód |
| ---- | --- | --- | --- | -------------------- | ------------------ | --- |
| 74.  | 1.  | Home Away from HomeRainy Day RobotOdie the Amazing | OtthonkeresésAz esőcsináló robotA varázslatos Ubul                                                                          | 1992. szeptember 19. | 2009. december 12. | 502 |
| 75.  | 2.  | Taste Makes WaistThe Wolf Who Cried BoyDay of Doom | FogyókúraA kakas, aki farkast kiáltottA kívánságok kútja                                                                    | 1992. szeptember 19. | 2009. december 24. | 506 |
| 76.  | 3.  | Home Sweet SwindlerForget-Me-Not NewtonThe Great Inventor                                                                                                 | A csaló ezermesterA feledékeny rokonA nagy feltaláló                                                                        | 1992. szeptember 26. | 2009. december 6.  | 501 |
| 77.  | 4.  | Country CousinThe Name GameThe Carnival Curse | A kétbalkezes rokonAz esti meseA farkasmacska                                                                               | 1992. szeptember 26. | 2009. december 19. | 504 |
| 78.  | 5.  | The First Annual Garfield Watchers TestStark Raven MadThe Record Breaker                                                                                  | Ki tud többet Garfieldról?A cseles kakasA lemezlovas                                                                        | 1992. október 3.     | 2009. december 13. | 503 |
| 79.  | 6.  | Renewed TerrorBadtime StoryTooth or Dare | A Szivacs magazinMesemondókA kardfogú tigris                                                                                | 1992. október 3.     | 2009. december 20. | 505 |
| 80.  | 7.  | The Kitty CouncilThe Bo ShowBad Neighbor Policy | A cicatanácsA Birka ShowA rossz szomszéd                                                                                    | 1992. október 10.    | 2009. december 25. | 507 |
| 81.  | 8.  | Canvas Back CatMake Believe MoonThe Creature that Lived in the Refrigerator, Behind the Mayonnaise, Next to the Ketchup and to the Left of the Cole Slaw! | CicabalhéA Holdon is, meg nem isA hűtőszekrényben élő szörny a majonéz mögött, a ketchup mellett, a káposztasalátától balra | 1992. október 10.    | 2009. december 26. | 508 |
| 82.  | 9.  | Dummy of DangerSooner or LaterJumping Jon | A hasbeszélőEj, ráérünk arra mégUgró Jon                                                                                    | 1992. október 17.    | 2009. december 27. | 509 |
| 83.  | 10. | Cute for LootThe Caverns of CocoaDream Date | A kéregetőA csokibányaAz álomrandi                                                                                          | 1992. október 17.    | 2009. december 28. | 510 |
| 84.  | 11. | The Worst Pizza in the History of MankindJack II: The Rest of the StoryThe Garfield Opera                                                                 | A világ legrosszabb pizzájaAz égig érő... (a történet többi része)A Garfield opera                                          | 1992. október 24.    | 2009. december 29. | 511 |
| 85.  | 12. | Airborne OdieOnce Upon a Time WarpBride and Broom | A repülő kutyusHol volt, hol nem volt, egy időugrás során...A boszi-menyasszony                                             | 1992. október 24.    | 2009. december 31. | 512 |
| 86.  | 13. | The Cartoon Cat ConspiracyWho Done It?The Picnic Panic | MacskacsapdaNapszámosokA piknik pánik                                                                                       | 1992. október 31.    | 2010. január 10.   | 513 |
| 87.  | 14. | Sound JudgmentGross EncountersThe Perils of Penelope | HanghibaFarkastípusú találkozásokGarfield, a lovag                                                                          | 1992. október 31.    | 2010. január 1.    | 514 |
| 88.  | 15. | Ghost of a ChanceRoy Gets SackedRevenge of the Living Lunch                                                                                               | Az ügyetlen szellemElég a kakasbólAz életrekelt ebéd                                                                        | 1992. november 7.    | 2010. január 1.    | 515 |
| 89.  | 16. | Supersonic SeymourA Mildly Mental Mix-UpThe Garfield Rap                                                                                                  | Szélsebes szervezőEgy kis kavarodásA Garfield Rap                                                                           | 1992. november 7.    | 2010. január 2.    | 516 |

### Hatodik évad
| Sor. | Év. | Eredeti cím                                                                                           | Magyar cím                                                                                        | Eredeti bemutató     | Magyar bemutató      | Kód |
| ---- | --- | --- | ------------------------------------------------------------------------------------------------- | -------------------- | -------------------- | --- |
| 90.  | 1.  | A Vacation From His SensesThe Incredibly Stupid Swamp MonsterDread Giveaway                           | A nyaralás rémeA hihetetlenül ostoba mocsárszörnyAz ajándék cica                                  | 1993. szeptember 18. | 2010. január 2.      | 601 |
| 91.  | 2.  | The Wright StuffOrson ExpressSafe at Home                                                             | Az első pilótákAz Orson expresszA biztonságos otthon                                              | 1993. szeptember 18. | 2010. január 10.     | 606 |
| 92.  | 3.  | Jon the BarbarianUncle Roy to the RescueThe Kitten and the Council                                    | Jon, a harcosTóbiás bácsi, a megmentőCica a cicatanács előtt                                      | 1993. szeptember 25. | 2010. január 3.      | 602 |
| 93.  | 4.  | Next-Door NuisanceWhat's It All About, Wade? Bigfeetz                                                 | A szomszédMi van Tocsival?Óriáslábak                                                              | 1993. szeptember 25. | 2010. január 9.      | 605 |
| 94.  | 5.  | Canine ConpiracySnow Wade and the 77 Dwarfs (Part 1)The Genuine Article                               | Kutya összeesküvésTocsfehérke és a 77 törpe (1. rész)Az igazi mindent ver                         | 1993. október 2.     | 2010. január 3.      | 603 |
| 95.  | 6.  | The Best PolicySnow Wade and the 77 Dwarfs (Part 2)Fishy Feline                                       | A kapzsi autószerelőTocsfehérke és a 77 törpe (2. rész)Macska, horgászbottal                      | 1993. október 2.     | 2010. január 9.      | 604 |
| 96.  | 7.  | The Pie-Eyed PiperFine-Feathered Funny ManSweet Tweet Treat                                           | A hálátlan királyA jól nevelt kakasMadárszendvics                                                 | 1993. október 9.     | 2010. augusztus 29.  | 607 |
| 97.  | 8.  | The Floyd StoryHow Now, Stolen Cow? The Second Penelope Episode                                       | Egér nélkül nem megyAz ellopott tehénPenelope visszatér                                           | 1993. október 9.     | 2010. augusztus 29.  | 608 |
| 98.  | 9.  | Dr. Jekyll and Mr. MousePayday MaydayHow to Drive Humans Crazy                                        | Az óriásegérFizetésnapHogyan menjünk az emberek idegeire?                                         | 1993. október 16.    | 2010. szeptember 4.  | 609 |
| 99.  | 10. | Date of DisasterA Little Time-OffThe Longest Doze                                                     | Szörnyűségek napjaEgy kis kikapcsolódásA leghosszabb szunyálás                                    | 1993. október 16.    | 2010. szeptember 4.  | 610 |
| 100. | 11. | Stairway to StardomReturn of the Incredibly Stupid Swamp MonsterThe Life and Times of the Lasagna Kid | Hogyan lettem sztárA hihetetlenül ostoba mocsári szörny visszatérAz Lasagna kölyök élete és ideje | 1993. október 23.    | 2010. szeptember 5.  | 611 |
| 101. | 12. | Magic, Monsters and ManicottiThe Midnight Ride of Paul Revere's DuckUnreal Estate                     | SzínjátékÉjféli vágtaA szellemszállás                                                             | 1993. október 23.    | 2010. szeptember 5.  | 612 |
| 102. | 13. | Lost and FoundlingWinter WonderlandFilms and Felines                                                  | Nyom nélkülFagyos nyaralásFilmek és macskák                                                       | 1993. október 30.    | 2010. szeptember 11. | 613 |
| 103. | 14. | The Garfield MusicalMind Over MelvinMadman Meets His Match                                            | A Garfield-musicalNem nyerhetszZsák a foltját (vásárlási rész)                                    | 1993. október 30.    | 2010. szeptember 12. | 615 |
| 104. | 15. | Knights and DazeHoliday HappeningJailbird Jon                                                         | A botcsinálta lovagImádott ünnepekJon, a dutyimadár                                               | 1993. november 6.    | 2010. szeptember 11. | 614 |
| 105. | 16. | The Third Penelope EpisodeHare ForceGarfield's Garbage Can and Tin Pan Alley Revue                    | Penelope harmadszorModern nyúlmeseA Garfield-féle hátsó udvari szemeteskukarevű                   | 1993. november 6.    | 2010. szeptember 12. | 616 |

### Hetedik évad
| Sor. | Év. | Eredeti cím                                                                                  | Magyar cím                                                                            | Eredeti bemutató     | Magyar bemutató      | Kód |
| ---- | --- | -------------------------------------------------------------------------------------------- | ------------------------------------------------------------------------------------- | -------------------- | -------------------- | --- |
| 106. | 1.  | The Legend of Johnny Ragweedseed Grape Expectations (Part 1) Catch As Cats Can't             | Johnny legendájaA szőlővész (1. rész)Aki kapja, marja                                 | 1994. szeptember 17. | 2010. szeptember 18. | 702 |
| 107. | 2.  | A Matter of ConscienceGrape Expectations (Part 2) Top Ten                                    | Becsületbeli ügyA szőlővész (2. rész)A tíz leg                                        | 1994. szeptember 17. | 2010. szeptember 19. | 703 |
| 108. | 3.  | Change of MindTemp TroubleThe Perfect Match                                                  | Szerepcsere (Garfield és Nermal)A kibírhatatlan ellenőrZsák a foltját (Randevús rész) | 1994. szeptember 24. | 2010. szeptember 18. | 701 |
| 109. | 4.  | My Fair FelineDouble Trouble TalkHalf-Baked Alaska                                           | Illemtanoda macskáknakA halandzsa kétélű kardAlaszka? Azt soha!                       | 1994. szeptember 24. | 2010. szeptember 19. | 704 |
| 110. | 5.  | Puss In High-TopsEgg Over Easy (Part 1)The Beast From Beyond                                 | Az agyafúrt macskaVissza a tojásba (1. rész)Szörny a messzeségből                     | 1994. október 1.     | 2010. szeptember 25. | 705 |
| 111. | 6.  | Model BehaviorEgg Over Easy (Part 2)Another Ant Episode                                      | Mindennek van határaVissza a tojásba (2. rész)Egy másik hangya rész                   | 1994. október 1.     | 2010. szeptember 25. | 706 |
| 112. | 7.  | The Guy of Her DreamsThe Discount of Monte CristoThe Fairy Dogmother                         | Az álomsrácMonte Cristo grófja (olcsó kiadásban)A tündéranyó                          | 1994. október 8.     | 2010. szeptember 26. | 707 |
| 113. | 8.  | The Stand-Up MouseDaydream DoctorHappy Garfield Day                                          | A nagyravágyó egérAz elmedoktorBoldog Garfield napot!                                 | 1994. október 8.     | 2010. szeptember 26. | 708 |
| 114. | 9.  | Sit on ItKiddy KornerBrainware Broadcast                                                     | A macskacsatornaA gyereksarokÁrulkodó agyhullámok                                     | 1994. október 15.    | 2010. október 2.     | 709 |
| 115. | 10. | Suburban JungleThe Thing in the BoxThe Feline Philosopher                                    | Külvárosi dzsungelA dolog a dobozbanA macska filozófus                                | 1994. október 22.    | 2010. október 2.     | 710 |
| 116. | 11. | Thoroughly Mixed-Up MouseThe Old Man of the MountainFood Fighter                             | Az egér, aki macska akart lenniA hegy bölcseA kajás-bunyós                            | 1994. október 29.    | 2010. október 3.     | 711 |
| 117. | 12. | The Jelly RogerThe Farmyard Feline PhilosopherDogmother 2                                    | A kalózFilozófus a farmonA kutya jótevője (2. rész)                                   | 1994. november 5.    | 2010. október 3.     | 712 |
| 118. | 13. | Alley Katta and the 40 ThievesIf It's Tuesday This Must Be Alpha CentauriClash of the Titans | Ali Cica és a 40 rablóHa kedd van, irány az Alpha CentauriA titánok harca             | 1994. november 19.   | 2010. október 9.     | 713 |
| 119. | 14. | Canned LaughterDeja VuThe Man Who Hated Cats                                                 | A robot komikusDéjà VuA férfi, aki utálja a macskákat                                 | 1994. november 26.   | 2010. október 9.     | 714 |
| 120. | 15. | The Horror Hostess (Part 1)Newsworthy WadeThe Horror Hostess (Part 2)                        | Rémes történet (1. rész)A hírkacsaRémes történet (2. rész)                            | 1994. december 3.    | 2010. október 10.    | 716 |
| 121. | 16. | Arbuckle the InvincibleThe Monster Who Couldn't Scare Anybody The Ocean Blue                 | A legyőzhetetlen ArbuckleA szörny, aki senkit sem tudott megijeszteniA kék óceán      | 1994. december 10.   | 2010. október 10.    | 715 |